# ArcelorMittal
Арселор Митал (ArcelorMittal) је највећа компанија на свету која производи и тргује челиком. Основана је 2006. године уједињењем Арселора и Митал Стила. Седиште компаније је у Луксембургу.
У Србији ова компанија послује под именом ArcelorMittal Distribution Serbia, у БиХ постоји ArcelorMittal Zenica и ArcelorMittal Prijedor.